# Художественная группа
Художественная группа (также арт-группа) — объединение художников, совместно создающих свои произведения. Обычно группу отличает совместный творческий процесс, коллективный характер деятельности и коллективное авторство. Этим группа отличается от художественной группировки, художественного движения или художественного направления.
Участники арт-групп нередко совмещают коллективное творчество с совместным проживанием (некоторые группы состоят из двух человек — супругов), совместной политической и общественной деятельностью, бизнесом.

## Художественные группы в российскомсовременном искусстве
В неофициальном искусстве СССР групповое творчество активно развивается, начиная с 1980-х годов. Именно тогда художники Виктор Скерсис и Вадим Захаров предложили проект выполнения серии совместных работ московским художникам.
Среди примеров можно назвать группы «Медицинская герменевтика», «Война (арт-группа)».